# Магомедов, Бадрудин
Бадрудин Магомедов (9 июня 1986) — белорусский борец вольного стиля, член сборной Белоруссии по вольной борьбе.

## Карьера
В апреле 2006 года в венгерском Сомбатхей стал бронзовым призёром чемпионата Европы среди юниоров. В марте 2008 года в Минске стал бронзовым призёром международного турнира на призы Александра Медведя. В августе 2008 года в швейцарской Мартиньи в составе сборной Белоруссии участвовал в квалификационном турнире к Олимпийским играм в Пекине.

## Спортивные результаты
- Чемпионат Европы среди юниоров 2006 — ;
- Чемпионат мира среди юниоров 2006 — 18;